# (21974) 1999 XV1
1999 أكس في 1 (ويعرف أيضًا باسم (21974) 1999 أكس في 1 وفق تسمية الكوكب الصغير) (بالإنجليزية: 1999 XV1)‏ هو كويكب ضمن حزام الكويكبات؛ وترتيبه 21974 من حيث الاكتشاف.
اكتُشف هذا الجُرم الفلكي بواسطة Charles W. Juels ‏ في 3 ديسمبر 1999.

## وصلات خارجية
- (21974) 1999 XV1 في قاعدة بيانات مختبر الدفع النفاث لأجرام النظام الشمسي الصغيرة

- الاكتشاف · مخطط المدار ·  العناصر المدارية · المعلمات المادية

- (21974) 1999 XV1 على موقع ويكي سكاي: DSS2, SDSS, GALEX, IRAS, Hydrogen α, X-Ray, Astrophoto, Sky Map, Articles and images